# Kartáč na boty
Kartáč na boty je nástroj, jehož primárním účelem je očistit, případně leštit boty vyrobené z hladké kůže.

## Použití
Můžeme jej použít jak k základní hrubé očistě, kdy botu okartáčujeme hrubším provedením kartáče, resp. kartáčem s hrubším osazením. To může být tvořeno buď syntetickým vláknem (Polypropylen) nebo vláknem přírodním, například prasečí štětinou. Možné jsou i kombinace druhů vláken. K finálnímu leštění boty používáme kartáč leštící, který bývá obvykle větší a jehož vlákna (osazení) je mnohem jemnější. U dražších kartáčů bývá tvořeno 100% koňskou žíní, ale může obsahovat i např. kozí vlas, srst horského jaka, či jiné kombinace exotických vláken, podle kterých se pak odvíjí i cena leštícího kartáče.

## Leštící kartáče
Klasické leštící kartáče se dnes vyrábějí převážně tzv. zatloukanou metodou. Jednotlivé chomáčky osazení, rozuměj „chlupů“, vznikají přehybem svazečku vláken na polovinu a strojovým zatlučením do předvrtaného otvoru kovovou sponkou. Všechna vlákna však v případě přírodních nejsou stejná a musí dojít k tzv. stabilizaci – tedy vlákna, která nemají stejnou délku, či jsou příliš jemná vypadnou. Takových je však při správném výběru minimální množství a děje se tak pouze při prvním použití.